# Direct3D
Direct3D - komponent biblioteki DirectX firmy Microsoft, zajmujący się wyświetlaniem grafiki trójwymiarowej. Umożliwia wykorzystanie funkcji rysowania obiektów 3D oferowanych przez karty graficzne.

## Wieloplatformowość
Direct3D jest użyteczny przede wszystkim przy pisaniu aplikacji pracujących na platformach: Windows oraz Xbox ze względu na brak DirectX-a firmy Microsoft dla innych systemów operacyjnych. Mimo to możliwe jest uruchamianie aplikacji Direct3D pod systemami operacyjnymi z rodziny Unix, dzięki implementacji kluczowych API Microsoftu dla tych systemów. Możliwości takie oferują m.in. Wine i Cedega.